# Csehország zászlaja
Csehország zászlaja a cseh állam egyik jelképe.

## Leírása
Európa több országának zászlajában a nemzeti címer színeit láthatjuk visszaköszönni. Ezen országok sorába tartozik Csehország is. A nemzeti címer négy egyenlő négyzetre van felosztva, amelyből kettőben a történelmi Csehország címerállata látható: piros háttérben egy fehér, kétfarkú oroszlán, amely a hátsó lábaira emelkedik. A cseh zászló fehér és piros sávja ennek a címerállatnak a két fő színét jelképezi.

## Története

A történelmi Csehország (Bohemia) lobogója

### A királyság alatt
A történelmi Csehország, a Morvaország nélküli Cseh Királyság latin neve Bohemia, amely németül Böhmen. A cseh királyok harcban nem használhatták címerüket, mivel az messziről nem volt látható. Ezért az egyszerűség kedvéért a címer két fő színéből alkottak egy zászlót, amely már távolról is felismerhető volt. Így alakult ki az évszázadokon át használatban lévő cseh lobogó.

### Csehszlovákia zászlaja
Amikor az első világháború után felbomlott a Habsburg birodalom, a megalakult Csehszlovák Köztársaság hivatalos zászlajának megállapításakor a történelmi Csehország zászlaját vették alapul. Az ifjú köztársaság azonban a cseheken kívül morvákból, szilézekből és szlovákokból állt, és ezek a népek is meg akartak jelenni a nemzeti lobogón. Nem is szólva arról, hogy Lengyelország egy az egyben ugyanolyan zászlót fogadott el hivatalos lobogójának, mint amilyen a történeti zászló, és ráadásul annak színei megegyeztek a gyűlölt Ausztria színeivel. Ezért 1920. március 30-án a nemzeti gyűlés egy olyan szignót fogadott el, amelyben megjelent a kék háromszög is a zászló bal oldalán. A lobogót Jaroslav Kursa tervezte meg. A kék alakzat Morvaországot jelképezi mind a mai napig a cseh zászlóban, de akkoriban ez a szlovákok érzéseit is megnyugtatta. A tervező így egy tradicionálisan szláv színekből összetevődő zászlót alkotott. A kék-fehér-piros színek ezért is váltak hamar elfogadottá Csehszlovákiában.

### Csehszlovákia felbomlása után
Amikor 1993-ban Csehország és Szlovákia kettészakadt, megegyeztek abban, hogy a néhai államalakulat minden jelképét száműzik nemzeti szignóik közül. A szlovák parlament hamarosan el is fogadta a három sávból és egy címerből álló lobogóját, de Prága úgy döntött, hogy megtartja a régi zászlót, mondván az az államalakulat már nincs többé, és csak ez számít. Ezt Szlovákia nem tudta elfogadni, így a zászló kérdése nemzetközi ellentétet szított a szomszédok között.